# Davide penitente
Il Davide penitente (anche riportato come Davidde penitente) K 469 è una cantata anche considerata come oratorio composta da Wolfgang Amadeus Mozart a Vienna nel 1785.

## Storia
Mozart ricevette la commissione di scrivere un oratorio dalla Tonkünstler-Sozietät al fine di ottenere, con la sua esecuzione, un incasso da devolvere a un fondo pensionistico destinato ai musicisti. Il compositore utilizzò la musica che aveva scritto per la Messa in do minore K 427, rimasta incompiuta, ad eccezione del Credo; due arie (A te, fra tanti affanni e Fra l'oscure ombre funeste) e una cadenza per l’ultimo movimento (Chi in Dio sol spera) furono composte per l’occasione.

## Origine del testo
L’argomento del brano è tratto dal Libro dei Salmi e dai Libri di Samuele dell’Antico Testamento. Il testo fu originariamente attribuito a Lorenzo Da Ponte, seguendo l’indicazione data da Vincent Novello, ma adesso sappiamo che si tratta della traduzione dei Salmi di Saverio Mattei.

## Denominazione della cantata
Il nome del brano è stato spesso sbagliato in Davidde penitente, come nella partitura della casa editrice Breitkopf & Härtel, mentre risulta essere corretto nell'edizione curata dalla casa editrice Bärenreiter in collaborazione con la Fondazione Mozarteum.